# Famiglia Wold Newton
La Famiglia Wold Newton è un concetto letterario derivato da una forma di crossover narrativo sviluppato dallo scrittore di fantascienza e fantasy Philip José Farmer.

## Origini
Nella realtà il 13 dicembre 1795 un meteorite, chiamato il Wold Cottage meteorite, cadde vicino a Wold Newton, nello Yorkshire in Inghilterra.
Farmer, in due biografie immaginarie Tarzan Alive: A Definitive Biography of Lord Greystoke (del 1972) e Doc Savage: una biografia apocalittica (Doc Savage: His Apocalyptic Life, del 1973) , suggerì che questo meteorite, a causa della ionizzazione, avesse causato mutazioni genetiche negli occupanti di due carrozze di passaggio.
Di conseguenza molti dei loro discendenti sarebbero dotati di un'intelligenza e una forza estremamente elevate, nonché di un'eccezionale capacità e spinta a compiere azioni buone o, a seconda dei casi, cattive. Si presume che la progenie di questi viaggiatori siano stati gli originali nella vita reale di personaggi romanzati, sia eroici che malvagi, degli ultimi cento anni.

## Membri
Oltre a Tarzan e Doc Savage, sia Lord Peter Wimsey sia Sherlock Holmes sarebbero discendenti delle famiglie originarie. 
Altri personaggi popolari inclusi da Farmer tra i membri della famiglia Wold Newton sono: Solomon Kane, Il capitano Blood, La Primula Rossa, la nemesi di Sherlock Holmes Professor Moriarty, Phileas Fogg, il Viaggiatore (personaggio principale di La macchina del tempo di H. G. Wells), Allan Quatermain, A. J. Raffles, Professor Challenger, Richard Hannay, Bulldog Drummond, il malvagio Fu Manchu e il suo avversario Sir Denis Nayland Smith, G-8, l'Uomo Ombra, Sam Spade, La cugina di Doc Savage Patricia Savage e uno dei suoi cinque assistenti Monk Mayfair, The Spider, Nero Wolfe, Mr. Moto, The Avenger, Philip Marlowe, James Bond, Lew Archer, Travis McGee, Monsieur Lecoq e Arsenio Lupin.

## Universo Wold Newton
L'Universo Wold Newton (Wold Newton Universe o WNU) è una definizione coniata da Win Scott Eckert per indicare un'espansione del concetto originale di Famiglia Wold Newton di Philip José Farmer (introdotto in Tarzan Alive [1972]). 
Eckert ha introdotto la definizione nel 1997 sul suo sito web, An Expansion of Philip José Farmer's Wold Newton Universe.
Eckert e altri usano il concetto di Farmer della Famiglia Wold Newton come dispositivo unificante e per espandere l'universo abitato dalla Famiglia Wold Newton includendo saggi sulla scia del "Gioco" sherlockiano, in cui le teorie sono proposte e supportate fornendo un background contestuale, informazione e argomentazioni persuasive; scrivendo narrativa autorizzata da Farmer e dal Farmer's Estate che aggiunge elementi e personaggi alla Famiglia Wold Newton e/o alla WNU; scrivendo altri romanzi che contengono riferimenti "a sorpresa" alla Famiglia Wold Newton o alla WNU, o che altrimenti ampliano in generale imiti e documentando collegamenti tra personaggi di fantasia di vari media e generi.
I personaggi incorporati nella WNU non sono necessariamente parenti di sangue, discendenti o antenati dei passeggeri delle carrozze presenti all'impatto del meteorite di Wold Cottage nel 1795, ma questi personaggi esistono tutti nello stesso universo immaginario condiviso. 
Lo stesso Farmer ha scritto una serie di storie ambientate in quello che oggi viene definito Universo Wold Newton; non tutti i personaggi della narrativa Wold Newton di Farmer sono membri della Famiglia Wold Newton, ma tutti sono legati alla più ampia WNU tramite collegamenti con le originali opere di Farmer della Famiglia Wold Newton: Tarzan Alive and Doc Savage: His Apocalyptic Life.

## Depotenziamento dei supereroi
Tra i membri della WNU ci sono supereroi e supercriminali dei fumetti i cui exploit pubblicati, per loro stessa natura, si rivelano spesso difficili da conciliare con il quadro originale di Farmer. Ma la presunzione di base di WNU è sempre stata che i personaggi conosciuti dal lettore come immaginari in realtà sono vissuti o stanno ancora vivendo, con le loro avventure basate su eventi reali esagerate dagli autori di genere che fungono da loro "biografi". Pertanto, affinché aspetti di universi immaginari più ampi aderiscano alla continuità e alla credibilità complessive di WNU, alcuni resoconti delle vite di questi nuovi personaggi sono stati etichettati come una distorsione di eventi reali o liquidati come completa invenzione.